# Mount Jacquinot
Mount Jacquinot (französisch Mont Jacquinot) ist ein 475 m hoher und pyramidenförmiger Berg im Norden des Grahamlands auf der Antarktischen Halbinsel. An der Nordseite der Trinity-Halbinsel ragt er mit unverschneiten Felsvorsprüngen an der Nordflanke 5 km südlich des Kap Legoupil und 1,5 km östlich der Huon Bay auf.
Teilnehmer der Dritten Französischen Antarktisexpedition (1837–1840) unter der Leitung von Jules Dumont d’Urville entdeckten ihn. D’Urville benannte den Berg nach Leutnant Charles Hector Jacquinot (1796–1879), Kommandant des Forschungsschiffs Zélée bei dieser Expedition. Das Advisory Committee on Antarctic Names übertrug 1952 die französische Benennung ins Englische.